# Ӓ
Ӓ (minuskule ӓ) je písmeno cyrilice. Je používáno v chantyjštině, v kildinské sámštině a v západní marijštině. Jedná se o variantu písmena А. Písmeno je v majuskulní i minuskulní variantě tvarově shodné s písmenem Ä v latince.